# Guerra otomano-safàvida (1532-1555)
La Guerra Otomano-Safàvida de 1532 a 1555 va ser un dels molts conflictes bèl·lics entre l'Imperi Otomà i l'Imperi Persa. Liderats per Solimà I el Magnífic i el Xa Tahmasp I la guerra es va desenvolupar en tres campanyes entre 1532-36, 1548-49 i 1553-55. El conflicte va esclatar arran de disputes territorials frontereres entre els dos imperis, la possibilitat d'una aliança dels perses amb els Habsburg i l'assassinat del governador de Bagdad per ordre del Xa. Generalment els otomans van portar la iniciativa del conflicte, amb els perses en constant retirada efectuant una estratègia de terra cremada. El Tractat d'Amasya va garantir guanys territorials pels otomans, que controlaren Bagdad i les desembocadures del Tigris i l'Eufrates.